# Neue Pfarrkirche Niklasdorf

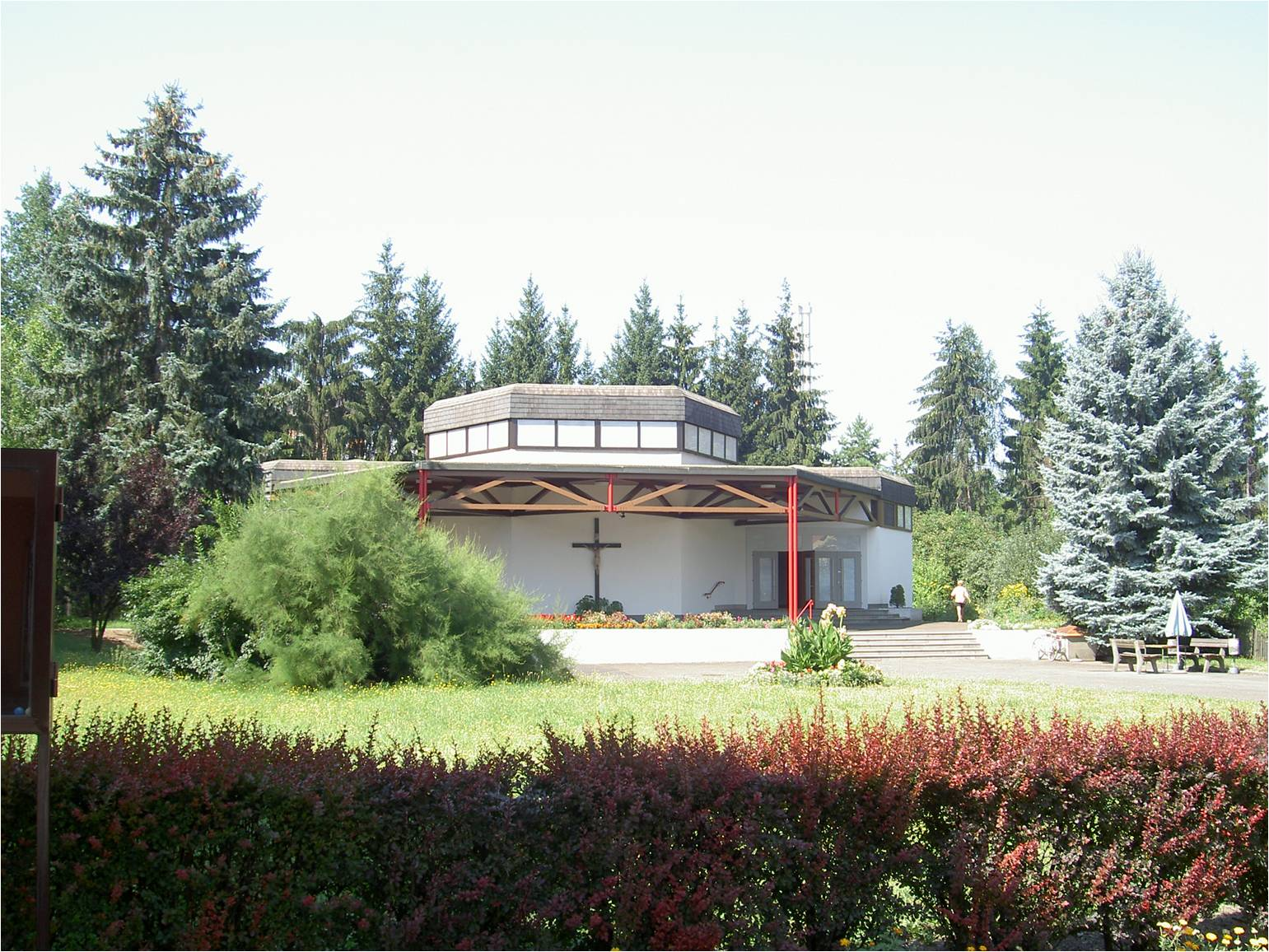
Neue Pfarrkirche hl. Nikolaus in Niklasdorf

Die römisch-katholische Neue Pfarrkirche Niklasdorf steht in der Marktgemeinde Niklasdorf im Bezirk Leoben in der Steiermark. Die dem heiligen Nikolaus von Myra gewidmete Kirche gehört zur Region Obersteiermark Ost (Dekanat Leoben) in der Diözese Graz-Seckau.

## Beschreibung
Die neue Pfarrkirche wurde von 1969 bis 1971 nach den Plänen des Architekten Josef Hinger erbaut.
Das Altarbild des hl. Nikolaus von 1852 sowie einige barocke Statuen und Teile der Orgel wurden aus der Alten Pfarrkirche hierher übertragen. Die Statue des hl. Nikolaus aus der Mitte des 18. Jahrhunderts ist aus der Pfarrkirche Leoben-Göss. Das Kruzifix aus der Zeit um 1700 ist aus Salla. Die Orgel aus 1974 mit 6 Registern stammt von Walcker-Mayer.